# 新巴爾的摩 (紐約州)
新巴爾的摩（英語：New Baltimore）是一個位於美國紐約州格林縣的鎮。

## 人口
根據2020年美國人口普查的數據，新巴爾的摩的面積為111.42平方千米，當中陸地面積為107.28平方千米，而水域面積為4.14平方千米。當地共有人口3226人，而人口密度為每平方千米29人。